# 果敢自治区
果敢自治區位於緬甸撣邦北部的一個自治區。該自治區依據2008年頒佈的緬甸聯邦共和國憲法而設立，旨在讓該地區的果敢族（漢族）自治。其正式名稱於2010年8月20日以法令公佈。該自治區的合法性不被緬甸民族民主同盟軍承認，同盟軍稱其為果敢偽自治區、果敢偽政權、老街偽政權或緬偽政權。
目前，果敢自治區的政府機構已瓦解，果敢地區全境事實上由緬甸民族正義黨設置的緬甸聯邦第一特區控制。

## 歷史
1960年代開始，緬甸共產黨武裝控制了果敢大部份地區。1980年代，緬共瓦解，彭家聲宣佈脫離緬共，在果敢組建緬甸民族民主同盟軍。1989年，彭家聲與緬甸軍政府簽訂停火協議，果敢獲得自治權，成為「緬甸撣邦第一特區」，彭家聲任特區主席。
2009年8月，統治果敢的彭家聲在八八事件中遭緬甸軍隊驅逐，其副手白所成等人宣佈效忠於緬甸政府。彭家聲及其支持者逃亡山中。彭氏領導的緬甸民族民主同盟軍曾多次試圖奪回果敢的控制權。2015年，同盟軍曾發起一次較大規模的攻勢。2月17日，緬甸總統登盛宣佈果敢進入緊急狀態，戒嚴三個月，以應對政府軍與同盟軍之間的戰鬥。宵禁於2019年9月9日延長。
2023年10月27日，同盟軍聯合若開軍、德昂民族解放軍發起1027行動，後逐漸控制果敢各地。12月28日，自治區首府老街的「大部份」地區已處於民族民主同盟軍的控制之下，緬軍基本上放棄了這座城市。2024年1月5日，自治區代主席吞吞敏率領最後一批緬軍大規模投降後，民族民主同盟軍完全控制了老街。

## 政府與政治
果敢自治區由果敢自治區領導委員會管理，該委員會由至少十名委員組成，包括從果敢自治區選出的撣邦議會議員和由緬甸國防軍提名的成員。領導委員會由主席領導，履行行政和立法職能。領導委員會負責城鄉發展、道路建設與維護、公共衛生等十個政策領域。白所成家族、魏超仁家族、劉國璽家族和劉正祥家族對果敢自治區的政治、經濟和軍事等諸方面佔據壟斷地位，被稱為「果敢四大家族」，也有媒體將後來崛起的明學昌家族也與之並稱，統稱「果敢五大家族」。
白所成代表老街第二選區當選為掸邦议会議員。2010年大選期間，他成為果敢自治區的第一位主席。在他的統治下，果敢因毒品和武器販運而聞名。白所成並不太受歡迎，他於2012年3月遭遇了一次未遂暗殺。
2021年2月3日，就在緬甸軍事政變發生的兩天以後，國家管理委員會任命前聯邦鞏固與發展黨議員李正福（緬甸名：吳敏遂，U Myint Swe）為果敢自治區主席。
2023年11月9日，在同盟軍發動1027行動期間，緬甸政府免去李正福的自治區主席職務，任命吞吞敏準將（Tun Tun Myint）為代主席。吞吞敏先前是負責撣邦北部行動的指揮官。

### 选举
由于缅甸国防军与依附其的果敢四大家族在当地的垄断统治，果敢自治区历届选举的议员席位均由军方背景的联邦巩固与发展党取得。
| 选举年份 | 民族院议员 | 人民院议员 | 人民院议员 | 掸邦议会议员 | 掸邦议会议员 | 掸邦议会议员 | 掸邦议会议员 |
| 选举年份 | 民族院议员 | 老街镇区   | 拱掌镇区   | 老街（一）   | 老街（二）   | 拱掌（一）   | 拱掌（二）   |
| -------- | ---------- | ---------- | ---------- | ------------ | ------------ | ------------ | ------------ |
| 2010     | 刘国玺     | 张德文     | 肖顺贵     | 明学昌       | 白所成       | 魏超仁       | 赵德强       |
| 2015     | 肖顺贵     | 刘德宏     | 李正福     | 昂丹图       | 白应能       | 魏怀仁       | 赵德强       |
| 2020     | 昂丹图     | 赵德强     | 魏怀仁     | 刘德宏       | 白应能       | 李正福       | 刘正琦       |

## 军事
果敢自治区武装部队：果敢自治区民兵大队、果敢自治区警察部队21营，负责自治区安保工作，由缅甸中央及自治区双重领导。
老街军分区：缅甸国防军驻果敢部队。
边防部队（BGF）：2009年果敢軍事衝突后接受缅甸国防军改编的前同盟军部分人员组成的1006边防营。
驻滚弄部队：驻守果敢与掸邦其他地区交通要冲，控制滚弄大桥，进可解决民族武装及外来威胁，退可保缅甸内地安全。

## 包庇灰色產業的指控
果敢自治區自成立以來，其掌握實權的各大家族就受到包庇灰色產業的指控，如武器販運、賭博、毒品、电信诈骗等。自2017年以來，由於中國政府打擊其境內的电信诈骗，电信诈骗集團將重心移往至緬甸等東南亞國家，緬北逐步成為電信詐騙的核心區域。2023年8月，联合国发布的一份报告表示，估计有12万人被贩运到缅甸从事网络诈骗，他们被迫對世界各地的人實施诈骗，并遭受虐待，包括酷刑、性暴力和其他形式的“残忍、不人道和有辱人格的待遇”。曾擔任過果敢自治區領導人的白所成、魏懷仁（通稱魏三）、明學昌、劉正祥等人，被中國公安部指控實施公開武裝護詐。
2023年10月27日，緬甸民族民主同盟軍、若開軍、德昂民族解放軍聯合發動1027行動，聲稱要消除緬甸軍政府的獨裁，同時也要打擊缅北电信网络诈骗。11月12日，因涉嫌电诈，中国浙江省温州市公安局对明学昌、明国平、明菊兰、明珍珍进行公开悬赏通缉。明学昌於11月15日自殺，明国平、明菊兰、明珍珍則於11月16日被緬甸當局或同盟軍方面逮捕移交中國警方。12月10日，辽宁、福建、重庆等地公安机关对涉嫌电诈的白所成、白应苍、白应兰、魏怀仁（魏三）、魏榕、魏青松、刘正祥、刘积光、刘正茂、徐老发等10人公开悬赏通缉。2024年1月30日，白所成、白应苍、魏怀仁、刘正祥、刘正茂、徐老发6人被緬甸警方移交給中國，中國公安部聲稱中缅联合打击跨国电诈犯罪“取得标志性重大战果”。

## 傳媒
果敢有數家本地媒體。自治區官方的傳媒有果敢電視台（KKTV）、《果敢大众報》和《果敢季刊》，現均以停播停刊。從2016年開始，果敢自治區政府開通了網站，作為果敢自治區對外的網路窗口。

## 行政區劃
根據2008年緬甸憲法規定，果敢自治區由拱掌鎮區和老街鎮區組成，二者均隸屬於老街縣。2019年，缅甸政府取消老街县，两个镇区直接隶属果敢自治区管辖。另有果敢自治區名義上統治的滾弄地區，在緬甸的行政區劃上屬於臘戍縣滾弄鎮區。
果敢自治區下轄以下2個區、2個分區（鎮）、1個地區：
- 拱掌區（ကုန်ကြမ်းမြို့နယ်）[31]
- 老街區（လောက်ကိုင်မြို့နယ်）[31]
- 清水河鎮（ချင်းရွှေဟော်မြို့နယ်ခွဲ）[31]
- 慕泰鎮（မော်တိုက်မြို့နယ်ခွဲ）[31]
- 滾弄地區（ကွမ်းလုံဒေသ）[31]

## 歷任自治區領導委員會主席
1. 白所成（2010年8月20日–2016年4月5日）
2. 赵德强（2016年4月5日[32]–2021年2月3日[33]）
3. 李正福（吳敏遂，2021年2月3日[16][33]–2023年11月9日[17][33]）
4. 吞吞敏（ထွန်းထွန်းမြင့်，2023年11月9日[17]–2024年1月5日）（代理）

## 外部連結
- .   [2022-08-21]. （原始内容存档于2022-08-21）.